# 福代亮樹
福代 亮樹（ふくしろ りょうじゅ、Ryoju Fukushiro、1986年4月16日 - ）は、日本のジャズサックス奏者、インストラクター。京都府京都市出身。大谷大学卒。

## 概要
小学校の頃よりピアノ、声楽の先生である母の影響によりピアノを習う。中学生になり現在フルート奏者の姉の影響で吹奏楽部に入り、サックスを手にし音楽の楽しさを知る。吹奏楽入部と同時に講師の先生にJazz（スタン・ゲッツ、ジョン・コルトレーン、ソニー・ロリンズ）を薦められ、Jazzに夢中な中学生になる。高校へ進学後ますますJazzの魅力に虜にされプロになりたい一心、日本を代表するテナーサックスプレーヤー、山中良之に師事する。2012年2月より住居・活動拠点を東京へ移す。

## 活動・受賞歴
- 2008年 - 『第2回神戸ネクストジャズコンペティション』準グランプリ受賞。
- 2009年10月17日 - 『第3回神戸ネクストジャズコンペティション』グランプリ受賞。審査員の古谷充より「あなたのような（才能ある）方は同じ業界からいなくなって欲しい（笑）」と最高の賛辞を贈られる。
- 2009年11月7日 - リットーミュージック presents『最強プレイヤーズコンテスト2009テナーサックス部門』グランプリ受賞。
- 2010年4月6日 - 「神戸とニューオーリンズのジャズ交流」Kobe All Star Quintetとしてニューオーリンズに演奏旅行へ。・NOCCA（芸術学校）訪問・Snug Harbor、フレンチクォーターフェスティバル出演。
- 2012年7月10〜14日 - Korea-Japan Jazz All Starsとして韓国ソウルの4ヶ所で演奏。メンバーは福代のほか、谷殿明良(tp) 、Woong Kang(gt) 、Youngju Song(pf) 、Jinkyo Park(b) 、Minchan Kim(ds)。
- 2013年4月14日 - サンフランシスコで行われたLiving Jazz主催『Jazz Search West 2013』にてグランプリ受賞。

## 出演番組・掲載新聞など
- 2009年 - 『ジャズライブKOBE』（NHK神戸）出演。
- 2009年12月13日 - 「World Jazz Warehouse」（FM COCOLO）番組出演。
- 2010年1月 - 出身大学・大谷大学のホームページに掲載される（「卒業生の栄えある活動」）。学内広報誌「ムジントウ」に掲載される。
- 2012年6月 - 隔月刊「ジャズ批評」（7月号147頁「バードマン幸田の要注目のミュージシャン」）に取り上げられる。
- 2013年6月 - 月刊誌「ジャズジャパン」（第35号132頁「世界の最新ジャズ・ニュース／米国」）に〈西海岸のコンテストで日本人が優勝〉として取り上げられる。